# Andy Cruz
Andy Cruz Gómez (Matanzas, 12 augustus 1995) is een Cubaans bokser. Hij werd olympisch kampioen in de lichtgewichtklasse op de Olympische Spelen van 2020. Ook won hij drie keer het wereldkampioenschap boksen.

## Erelijst

### Olympische Spelen
- 2020 in Tokio, Japan (–63 kg)

### Wereldkampioenschappen
- 2017 in Hamburg, Duitsland (–64 kg)
- 2019 in Jekaterinenburg, Rusland (–63 kg)
- 2021 in Belgrado, Servië (–63,5 kg)

### Pan-Amerikaanse Spelen
- 2015 in Toronto, Canada (–56 kg)
- 2019 in Lima, Peru (–64 kg)

1904: Harry Spanger ·
1908: Frederick Grace ·
1920: Samuel Mosberg ·
1924: Hans Jacob Nielsen ·
1928: Carlo Orlandi ·
1932: Lawrence Stevens ·
1936: Imre Harangi ·
1948: Gerald Dreyer ·
1952: Aureliano Bolognesi ·
1956: Richard McTaggart ·
1960: Kazimierz Paździor ·
1964: Józef Grudzień ·
1968: Ronald W. Harris ·
1972: Jan Szczepański ·
1976: Howard Davis Jr. ·
1980: Ángel Herrera ·
1984: Pernell Whitaker ·
1988: Andreas Zülow ·
1992: Oscar de la Hoya ·
1996: Hocine Soltani ·
2000: Mario Kindelán ·
2004: Mario Kindelán ·
2008: Aleksej Tisjtsjenko ·
2012: Vasyl Lomatsjenko ·
2016: Robson Conceição ·
2020: Andy Cruz ·
2024: Erislandy Álvarez